# Assemblée dominicale en attente de prêtre
Pour les articles homonymes, voir ADAP.

L'Assemblée dominicale en attente de prêtre (ADAP) aussi appelé Liturgie de la Parole est une célébration de l'Église catholique organisée par des fidèles en l'absence de prêtre. Bien qu'elle ait souvent lieu dans une église et qu'elle suive globalement le déroulement d'une messe, cette réunion ne peut pas être qualifiée de messe du fait de l'absence de prêtre et de consécration.
Au Québec, cette célébration est appelée « Assemblée dominicale en attente de célébration eucharistique.

## Fonction et organisation
Elle a pour objectif de permettre aux fidèles catholiques de se rassembler pour partager un moment de prière communautaire et de prier pour les vocations sacerdotales.
Selon l'Église catholique, ces assemblées doivent être considérées comme ayant un caractère absolument extraordinaire et provisoire ; possible que pendant le temps où la communauté est en attente d'un prêtre, et qu'il est impossible compte tenu des circonstances de se rendre dans une église où la présence d'un prêtre est assurée (l'Église recommandant prioritairement aux fidèles de se rendre dans une des autres églises du diocèse plutôt que de demander à mettre en place une telle assemblée).
La mise en place ou non d'une telle assemblée relève de l'autorité discrétionnaire de l'évêque du diocèse où la demande est faite.
Les personnes responsables de ces assemblées (diacres ou laïcs) doivent avoir été préalablement autorisées par un évêque et ne doivent laisser passer aucune occasion d'assister à la messe si cela est possible.
En l’absence du prêtre et du diacre, l'Église préfère que soient réparties les différentes parties de la célébration entre plusieurs fidèles plutôt que de laisser à un seul fidèle laïc le soin de guider l’ensemble de la célébration et rappelle qu'il ne convient en aucun cas de dire à propos d’un fidèle laïc qu’il « préside » la célébration.
Ces célébrations bien que suivant le déroulement d'une messe, ne sont pas des messes. Ces célébrations ne comprennent ni prière eucharistique, ni consécration. Toutefois, en des circonstances exceptionnelles l'évêque diocésain peut autoriser la distribution de la communion prise dans la réserve de l'église. Le caractère sacramentellement inachevé de ces célébrations doit selon l'Église catholique inciter l'ensemble de la communauté catholique à prier pour les vocations.
À la suite d'un discours du 25 juillet 2005 par le pape Benoît XVI ces célébrations ne sont plus encouragées par les évêques,.

## Évolution du nom
D'abord nommées « Liturgie de la Parole », ces célébrations ont ensuite été renomées « Assemblée dominicale en l'absence de prêtre », puis « Assemblée dominicale en attente de prêtre » (mais le terme Liturgie de la Parole n'a jamais été complètement abandonné).

## Sources canoniques
- Lettre encyclique Ecclesia de Eucharistia du souverain pontife Jean-Paul II aux l'évêques, aux prêtres et aux diacres, aux personnes consacrées et à tous les fidèles laïcs sur l'eucharistie dans son rapport à l'Église, en date du 17 avril 2003[3].

- Congrégation pour le Culte Divin et la Discipline des Sacrements, Redemptionis Sacramentum, en date du 25 mars 2004[8].

- Code de droit canonique, article 1248[9].
- Rencontre avec le clergé du diocèse d'Aoste, discours du pape Benoît XVI, lundi 25 juillet 2005[6]